# Альбедо нейтронов
Альбедо нейтронов — вероятность отражения нейтронов в результате их многократного рассеяния в среде.

## Физический смысл
При наличии двух сред нейтроны, попавшие из 1-й среды во 2-ю, могут в процессе диффузии из 2-й среды снова вернуться в 1-ю среду. Вероятность такого события характеризует способность 2-й среды отражать нейтроны, она называется альбедо нейтронов для 2-й среды.

## Применение
Понятие альбедо нейтронов используется в теории диффузии нейтронов, в нейтронной оптике при рассмотрении взаимодействия пучков медленных нейтронов с веществом. Изучение отражения нейтронов важно для расчёта и конструирования ядерных реакторов.